# 118B busz (Budapest)
A budapesti 118B jelzésű autóbusz a 118-as és a 218-as busz betétjárataként, a Szentlélek tér és az Óbudai autóbuszgarázs között közlekedik kizárólag mindenszentekkor. A viszonylatot a Budapesti Közlekedési Zrt. üzemelteti.

## Története
2012-ben 218A jelzéssel, 2013-tól 2016-ig 218B jelzéssel közlekedett. 2015. november 6-án államfői temetés miatt is közlekedett Ikarus 435-ös autóbuszokkal. A megnövekedett utasforgalom miatt 218C jelzésű járatok is indultak Bécsi út / Vörösvári út és az Óbudai temető között.

## Útvonala
| Óbudai autóbuszgarázs felé |
| Szentlélek tér H vá. – Tavasz utca – Flórián tér – Vörösvári út – Bécsi út – Pomázi út – Óbudai autóbuszgarázs vá.                         |
| Szentlélek tér felé |
| Óbudai autóbuszgarázs vá. – Pomázi út – Bécsi út – Vörösvári út – Flórián tér – Serfőző utca – Árpád fejedelem útja – Szentlélek tér H vá. |

## Megállóhelyei
Az átszállási kapcsolatok között az azonos útvonalon közlekedő 218-as busz nincsen feltüntetve.
| 0  | Szentlélek tér H végállomás                | 15 | 1, 29, 34, 106, 118, 134, 137, 237                       |
| ∫  | Serfőző utca                               | 14 | 1, 29, 34, 106, 137, 237                                 |
| 2  | Flórián tér                                | 13 | 1, 9, 29, 34, 106, 118, 134, 137, 237 800, 821, 830, 840 |
| 3  | Vihar utca (↓) Szőlő utca (↑)              | 12 | 137, 237                                                 |
| 5  | Óbudai rendelőintézet                      | 10 | 1, 137, 160, 237, 260 821, 830, 840                      |
| 7  | Bécsi út / Vörösvári út                    | 8  | 17, 19, 41 1, 137, 160, 237, 260 800, 821, 830, 840      |
| ∫  | Laborc utca                                | 7  | 160, 260                                                 |
| 9  | Orbán Balázs út                            | 6  | 160, 260 821, 830, 840                                   |
| 11 | Bojtár utca (Bécsi út) (↓) Bojtár utca (↑) | 5  | 118, 160, 260 800, 821, 830, 840                         |
| 12 | Kubik utca                                 | 3  | 118, 160, 260                                            |
| ∫  | Óbudai temető                              | 2  | 118, 160, 260 821, 830, 840                              |
| 13 | Óbudai temető                              | 1  | 118, 160, 260 821, 830, 840                              |
| 14 | Óbudai autóbuszgarázs végállomás           | 0  | 118, 160                                                 |